# 中央通り (宮崎市)
中央通り（ちゅうおうどおり）は、宮崎県宮崎市の市道の通称である。市道恵比寿通りから国道10号高千穂通りまでの区間を指す。ここでは住所としての「中央通」についても説明する。

## 概要
宮崎市中心市街地の目抜き通りである橘通り (宮崎市)の西側、高千穂通りの南側に位置する。宮崎市役所前の宮崎県道26号宮崎須木線交点から南北に貫く「上野町通り」が上野町内にある『バージニアビーチスクエア』にて東西2本に分かれる。恵比寿通りを超えると西の通りが中央通り、東の通りが西橘通りとなる。いわゆる『ニシタチ』と呼ばれる大規模な歓楽街を構成する通りの一つである。高千穂通りを超えると黒迫通り、文化公園前通りと名前が変わる。

## 中央通 (町名)
町名として中央通が誕生したのは1969年である。区画整理により西橘通・恵美寿町・黒迫町1丁目～2丁目・高千穂通1丁目～3丁目をもって成立した。
2023年現在、住居表示実施地域である。

### 現在の中央通
小戸地域自治区に属する。

#### 世帯数と人口
2023年（令和5年）7月1日現在の世帯数と人口は以下の通りである。
| 町丁   | 世帯数 | 人口 |
| ------ | ------ | ---- |
| 中央通 | 43世帯 | 56人 |

#### 小・中学校の学区
市立小・中学校に通う場合、学区は以下の通りとなる。
| 町名                     | 小学校             | 中学校               |
| ------------------------ | ------------------ | -------------------- |
| 中央通（中央通りより西） | 宮崎市立小戸小学校 | 宮崎市立宮崎西中学校 |
| 中央通（中央通りより東） | 宮崎市立宮崎小学校 | 宮崎市立宮崎中学校   |